# Брдо (Бує)
Брдо (хорв. Brdo) — населений пункт у Хорватії, в Істрійській жупанії у складі міста Бує.

## Населення
Населення за даними перепису 2011 року становило 13 осіб.
Динаміка чисельності населення поселення:

## Клімат
Середня річна температура становить 12,06 °C, середня максимальна — 24,56 °C, а середня мінімальна — -1,09 °C. Середня річна кількість опадів — 1249 мм.
| Клімат поселення                              | Клімат поселення | Клімат поселення | Клімат поселення | Клімат поселення | Клімат поселення | Клімат поселення | Клімат поселення | Клімат поселення | Клімат поселення | Клімат поселення | Клімат поселення | Клімат поселення | Клімат поселення |
| Показник                                      | Січ.             | Лют.             | Бер.             | Квіт.            | Трав.            | Черв.            | Лип.             | Серп.            | Вер.             | Жовт.            | Лист.            | Груд.            |                  |
| Середній максимум, °C                         | 8,72             | 9,14             | 12,19            | 15,55            | 20,21            | 23,88            | 24,56            | 24,56            | 20,30            | 15,95            | 11,01            | 8,20             |                  |
| Середня температура, °C                       | 3,81             | 4,25             | 7,27             | 10,64            | 15,31            | 18,97            | 21,22            | 21,21            | 16,95            | 12,60            | 7,68             | 4,86             |                  |
| Середній мінімум, °C                          | −1,09            | −0,66            | 2,37             | 5,72             | 10,40            | 14,06            | 17,86            | 17,86            | 13,60            | 9,25             | 4,32             | 1,50             |                  |
| Норма опадів, мм                              | 91               | 70               | 91               | 104              | 98               | 111              | 76               | 103              | 112              | 136              | 140              | 117              |                  |
| Середньомісячна швидкість вітру, м/с          | 2.18             | 2.43             | 2.54             | 2.55             | 2.30             | 2.20             | 2.14             | 2.13             | 2.14             | 2.38             | 2.40             | 2.32             |                  |
| Середньомісячна сонячна радіація, кДж/м²·день | 4478             | 7446             | 10647            | 14940            | 19026            | 20805            | 21714            | 18564            | 13828            | 8880             | 4862             | 3758             |                  |
| --------------------------------------------- | ---------------- | ---------------- | ---------------- | ---------------- | ---------------- | ---------------- | ---------------- | ---------------- | ---------------- | ---------------- | ---------------- | ---------------- | ---------------- |
| Джерело:                                      |                  |                  |                  |                  |                  |                  |                  |                  |                  |                  |                  |                  |                  |